# Carl Wright
Carl Wright (Orlando, 2 de febrero de 1932 - Chicago, 19 de mayo de 2007) fue un bailarín, actor y comediante estadounidense, cuya carrera incluye películas como Soul Food, La Barbería y Big Momma's House. 
Nació en Orlando, Florida. Realizó una gira como un bailarín de claqué, y bailando también con un socio de una sola pierna. Murió el 19 de mayo de 2007, por un cáncer.

## Filmografía
- The Cookout (2004) .... Abuelo
- Barbershop 2: Back in Business (2004) .... Checkers Fred
- Platinum Playaz (2003) .... Mr. Green
- M.I.T.: Murder Investigation Team (2003) .... Darren
- When Thugs Cry (2003) .... Miembro del ministerio
- Barbershop (2002) .... Checkers Fred
- Just Visiting (2001) ....
- Big Momma's House (2000) .... Ben Rawley
- Early Edition (1998) .... Henderson
- Soul Food (1997) .... Reverendo Williams